# Eliana Busch
Eliana Beatriz Busch Herrera (Valdivia, 7 de septiembre de 1934) es una deportista y nadadora chilena.

## Biografía
Estudió en el colegio de las Monjas Alemanas y realizó su educación media en el Liceo 7. Inició su camino en la natación en el Club Alemán de Santiago a los 9 años de edad. Toda su trayectoria deportiva de joven transcurrió representando a Universidad de Chile y a los 13 años ya era la campeona nacional, de todas las edades, en su disciplina, específicamente en 100, 200 y 400 metros libres durante más de 10 años.
En esos años participó en el Sudamericano Olímpico de Montevideo y en el Panamericano de Buenos Aires, donde aún no existían separaciones por edad, compitiendo con nadadoras veteranas.
A los 19 años se casó con un oficial de caballería que era equitador, trasladándose a vivir en Viña del Mar desde 1960. Desde ese momento se dedicó a la equitación y se convirtió en campeona de Chile en salto en 1965.
Retomó la natación en 2016, a los 81 años, y participó en el Sudamericano de Uruguay en noviembre de ese mismo año, obteniendo cuatro medallas de oro, una de plata y una de bronce.
Al retomar su pasión se propuso quedar entre las primeras ocho mejores nadadoras del mundo y fue a participar en el Mundial de Natación Máster de Budapest de 2017, donde obtuvo dos medallas de Bronce.
En enero de 2018 participó en el Nacional Máster de la Universidad de Concepción, batiendo el récord de los 800 metros libres y quebrando la marca de los 50 metros espalda.
En julio de 2019 participó en el Campeonato Mundial de Natación de Gwangju, Corea del Sur, donde obtuvo una medalla de oro en 50 metros libre batiendo récord sudamericano y 3 medallas de plata en 800, 400 y 100 metros libre batiendo récord sudamericano en dos de ellos (800 y 400 metros).

## Palmarés
- Medalla de oro en el X Sudamericano Máster de Natación de Punta del Este, Uruguay, de 2016, en 50 metros libre.[2]
- Medalla de oro en el X Sudamericano Máster de Natación de Punta del Este, Uruguay, de 2016, en 50 metros libre.[2]
- Medalla de oro en el X Sudamericano Máster de Natación de Punta del Este, Uruguay, de 2016, en 50 metros pecho.[2]
- Medalla de oro en el X Sudamericano Máster de Natación de Punta del Este, Uruguay, de 2016, en 100 metros pecho.[2]
- Medalla de plata en el X Sudamericano Máster de Natación de Punta del Este, Uruguay, de 2016, en 200 metros libre.[2]
- Medalla de bronce en el X Sudamericano Máster de Natación de Punta del Este, Uruguay, de 2016, en 50 metros espalda.[2]
- Dos medallas de Bronce en el Mundial Máster de Natación de Budapest de 2017, en 200 metros combinados y 400 metros libres.[7]
- Medalla de oro en el Campeonato Panamericano de Natación Máster de Orlando, Estados Unidos, de 2018, en los 800 metros libres.[8][9]
- Medalla de oro en el Campeonato Panamericano de Natación Máster de Orlando, Estados Unidos, de 2018, en los 200 metros combinados. Anotando un nuevo récord continental en esa modalidad.[10]

- Medalla de oro en Campeonato Mundial de Natación en Gwangju, Corea del Sur, de 2019 en 50 metros libre y récord sudamericano.[6]
- Medalla de plata en Campeonato Mundial de Natación en Gwangju, Corea del Sur, de 2019 en 800 metros libre y récord sudamericano.[6]
- Medalla de plata en Campeonato Mundial de Natación en Gwangju, Corea del Sur, de 2019 en 400 metros libre y récord sudamericano.[6]
- Medalla de plata en Campeonato Mundial de Natación en Gwangju, Corea del Sur, de 2019 en 100 metros libre.[6]
- Medalla de oro en Campeonato Mundial Máster de Natación en Doha, Catar, de 2024 en 50 metros pecho.[11]
- Medalla de oro en Campeonato Mundial Máster de Natación en Doha, Catar, de 2024 en 50 metros espalda y récord sudamericano y mundial.[12]
- Medalla de oro en Campeonato Mundial Máster de Natación en Doha, Catar, de 2024 en 100 metros libre y récord sudamericano.[12][11]
- Medalla de oro en Campeonato Mundial Máster de Natación en Doha, Catar, de 2024 en 200 metros libre y récord sudamericano.[12][11]